# Station Newark North Gate
Newark North Gate is een spoorwegstation van National Rail in Newark and Sherwood in Engeland. Het station is eigendom van Network Rail en wordt beheerd door London North Eastern Railway. 